# Bastiun
Bastiun är en bergstopp i Schweiz. Den ligger i distriktet Maloja och kantonen Graubünden, i den östra delen av landet, 180 km öster om huvudstaden Bern. Toppen på Bastiun är 2 615 meter över havet.